# Монпеза (рід)
Монпеза (Monpezat) — шляхетна та королівська династія, французька стара буржуазна родина з провінції Беарн. Пов’язана з данською королівською родиною шлюбом після 1967 року, коли Анрі де Лаборде де Монпеза одружився з принцесою Данії Маргретою, з правлячого будинку Глюксбург, а з 1972 року - королевою Данії.
Представники роду володіли трьома маєтками в Монпезат і Бофранку (Beaufranc) в регіоні Беарн, які були оголошені «шляхетними землями» листами від 1655 року, але родині Лаборде-Монпеза двічі було відмовлено, в 1703 і 1707 роках, у шляхетському статусі в Беарні.
Довідники з французької аристократії не вважають родину Лаборд де Монпеза (Laborde de Monpezat) за ту, що належить до французького шляхетства .

## Історія
Лаборди були заможною буржуазною родиною, що походила з регіону Беарн на південному заході Франції, яка отримала назву Лаборде де Монпеза після одруження Жана Лаборда з Катериною д'Арріко, дамою Монпеза 16 серпня 1648 р.
У травні 1655 року Жан де Лаборде, лікар, отримав листи-патент, який підвищував його три маєтки в Монпезат і Бофранку до статусу «шляхетні землі», але визнання родини в шляхетстві юридично залежало від зібрання шляхти Беарну, які, у 1703 році та знову в 1707 році відхилив петицію Лабордів-Монбезів (Laborde de Monpezat) про прийняття їх до шляхетства. 11 липня 1672 року влада Беарна засудила особу, яка назвала себе шляхетної до свого офіційного прийому та рішення зборів.
В той же час, родина продовжувала користуватись шляхетським призвищем Лаборде де Монпеза аж до часів Французької революції. Указом третього кабінету міністрів Наполеона III прохання родини юридично змінити прізвище на де Лаборде-Монпеза (14 липня 1860), а потім на де Лаборде де Монпеза (19 травня 1861) було офіційно задоволено. Один з представників роду був мером міста По з 1875 році - Аристид де Лаборд де Монпеза (нар. 1830 – пом. 1888).
З кінця дев'ятнадцятого сторіччя деякі члени родини де Лаборд де Монпеза носять титул ґречності «граф», який належним чином на традиційній основі не був ніким затверджений.
Ні шляхетське походження родини, ні французький титул «графа» не визнаються історично та юридично ні "Encyclopédie de la fausse noblesse et de la noblesse d'apparence", ні "Catalog de la noblesse française" (Каталог французького дворянства).
Після одруження 1967 року, Анрі де Лаборде де Монпеза зі спадковою принцесою Данії Маргретою, його стали іменувати принцом Генріком. З 2005 року він був офіційно оголошений принцом-консортом Данії.
30 квітня 2008 року титул «Граф Монпеза» (greve af Monpezat) був присвоєний королевою обом її синам і зроблений спадковим для їхніх нащадків, як для чоловіків, так і для жінок. Особистий секретар королеви Хеннінг Фоде прокоментував: «Королева і принц-консорт розглядали це протягом досить тривалого часу, і це призвело до переконання, що це було правильно». 

## Родовід
- Жан Лаборде (Jean Laborde) бл. 1620 - ????
- Поль Лаборде де Монпеза (Paul Laborde de Monpezat) 1672 - ????
- Луї Лаборде де Монпеза (Louis Laborde de Monpezat) 1711–1761
- Антуан Лаборде де Монпеза (Antoine Laborde de Monpezat) 1743–1787
- Жан Лаборде де Монпеза 1786–1863
- Аристид Лаборде де Монпеза 1830–1888
- Анрі Лаборде де Монпеза 1868–1929
- Андре Лаборде де Монпеза 1907–1998

Данська королівська родина
- (1) Генрік (принц Данський) (1934–2018)
  - (2) Фредерік (король Данії) (н. 1968)[2]
    - (3) Крістіан (кронпринц Данії) (н. 2005)[3]
    - (4) Ізабелла (н. 2007)[4]
    - (5) Вінсент (н. 2011)[5]
    - (6) Йозефіна (н. 2011)[6]

  - (7) Йоакім (принц Данський) (н. 1969)[7]
    - (8) Миколай (принц Данський) (н. 1999)[8]
    - (9) Фелікс (н. 2002)[9]
    - (10) Генрих (н. 2009)[10]
    - (10) Атена Данська (н. 2012)[11]